# Кваква
Кваква (афр. QwaQwa) — колишній бантустан в ПАР часів апартеїду. Був виділений з провінції Оранжева і отримав автономію у 1974 році; назва в перекладі означає «біліше білого» і пов'язана з кольором численних пагорбів на території бантустану. Територія бантустану становила 655 км², населення — 180 тисяч осіб (в основному басуто). Після падіння апартеїду в 1994 році бантустан знов увійшов до складу ПАР, і зараз його територія є частиною провінції Вільна держава.
| Прапор ПАР | Це незавершена стаття про Південно-Африканську Республіку. Ви можете допомогти проєкту, виправивши або дописавши її. |